# 店内ソング
店内ソング（てんないソング）とは、知名度向上や購買意欲高揚などの販売促進効果を期待して店舗内で放送される楽曲のこと。
店内ソングの殆どは、店のホームページで聞ける様になっている（（一例）コメリ、ハンズマン（ダウンロード出来る出来る曲の内4曲がCD化した。）等）。ただ、顧客からの要望がある場合はCD化して店頭販売する（（一例）ミラクル・ショッピングテーマソング（ドン・キホーテ）、ショップ99等）。無印良品は、定期的に店内BGMをCD化して店頭販売及びネット販売している。
明治大学教授のマイケル･ブロンゴが「世界一受けたい授業」において「店内ソングを流すのは日本独特で、海外では有り得ない」というような事を語っている。